# Черпесская волость
Черпесская волость — упразднённая административно-территориальная единица 3-го уровня и бывшее муниципальное образование со статусом сельского поселения в Великолукском районе Псковской области России.
Административный центр — деревня Черпесса.

## География
Территория волости граничила на юге с Переслегинской, Марьинской волостями, на востоке — с Букровской волостью, на западе и севере — с Локнянским районом Псковской области, на северо-востоке — с Тверской областью.

## Население
| 2002 | 2010 | 2012 | 2013 | 2014 | 2015 |
| ---- | ---- | ---- | ---- | ---- | ---- |
| 684  | ↘484 | ↘471 | ↘466 | ↘440 | ↘434 |

## Населённые пункты
В состав Черпесской волости входили 32 населённых пункта, в том числе: 31 деревня — Большой Хочуж, Бор, Бор-Болонёв (Болонёв Бор), Владыкино, Вязовое, Голбово, Городище, Гришино, Губаны, Дрепино, Дроздово, Дюкино, Житище, Житницы, Каверзино, Каменка, Костелево, Кострово, Марково, Никитино, Овиново, Пахомково, Пестово, Петреево, Подберезье, Самущенки, Синяково, Хоружево, Хохлово, Шилово, Черпесса — и 1 одноимённый посёлок — Черпесса.

## История
Постановлением Псковского областного Собрания депутатов от 26 января 1995 года все сельсоветы в Псковской области были переименованы в волости, в том числе Черпесский сельсовет был превращён в Черпесскую волость.
Законом Псковской области от 28 февраля 2005 года в границах волости было также создано муниципальное образование Черпесская волость со статусом сельского поселения с 1 января 2006 года в составе муниципального образования Великолукский район со статусом муниципального района.
Законом Псковской области от 10 декабря 2014 года Черпесская волость была упразднена, а её территория 22 декабря 2014 года включена в состав Шелковской волости.